# Jacob Brockenhuus
Jacob Brockenhuus (även Jakob Brockenhuus) född 1521, död 1577, var en dansk sjömilitär av adelssläkten Brockenhuus. Han var bror till Frans Brockenhuus. 
Han deltog som diplomat i underhandlingar med Sverige 1562. Han blev 1563 som amiral övervunnen och tillfångatagen i det sjöslag vid Bornholm som inledde nordiska sjuårskriget. Därpå blev han släpad genom Stockholms gator, i triumftåget för segraren Jakob Bagge. Brockenhuus frigavs först efter freden 1570.